# جيمي سالونين
جيمي سالونين (بالفنلندية: Jimi Salonen)‏ هو متزحلق حر فنلندي، ولد في 3 أكتوبر 1994 في Muurame ‏ في فنلندا.

## وصلات خارجية
- جيمي سالونين على موقع الاتحاد الدولي للتزلج (التزلج الحر) (الإنجليزية)
- جيمي سالونين على موقع اللجنة الأولمبية الدولية (الإنجليزية)
- جيمي سالونين على موقع أوليمبيديا (الإنجليزية)